# Сорокин, Иван Иванович (Герой Советского Союза)
Ива́н Ива́нович Соро́кин (19 января 1915, Поляна, Калужская губерния — 22 октября 1943, Ходоров, Мироновский район) — участник Великой Отечественной войны, Герой Советского Союза.

## Биография
Родился в деревне Поляна (ныне — Перемышльский район Калужской области) в крестьянской семье, окончил среднюю школу.
В 1932 году переехал в Москву, где работал на заводе. Затем жил в селе Девлетяково Вознесенского района Горьковской области.
В 1941 году был призван в Красную Армию. С января 1943 года — на фронте. Служил в расчёте орудия 981-го зенитно-артиллерийского полка (9-я зенитно-артиллерийская дивизия).
В ходе боёв в октябре 1943 года вместе с расчётом обеспечивал прикрытие переправы войск через Днепр. Погиб 22 октября 1943 года при отражении атаки 27 самолётов противника на позиции полка.
Похоронен в селе Ходоров.

## Награды
- Герой Советского Союза (24 декабря 1943 года, посмертно);
- орден Ленина (24 декабря 1943 года, посмертно).

## Память
- В деревне Поляна и селе Ходоров установлены мемориальные доски.
- В Нижнем Новгороде имя Ивана Сорокина увековечено на стеле у Вечного огня.